# Walkabout (Album)
Walkabout ist ein Jazzalbum von Rob Brown. Die am 4. April 2023 in den Park West Studios in Brooklyn entstandenen Aufnahmen erschienen am 24. Januar 2025 auf Mahakala Music.

## Hintergrund
Obwohl er den Großteil seiner Karriere als Sideman für William Parker und Matthew Shipp verbrachte, hat der Altsaxophonist Rob Brown seit den 2000er-Jahren gelegentlich auch eigene Bandprojekte geleitet, dokumentiert in Alben mit Musikern wie Steve Swell, Joe Morris und Luther Gray (Radiant People), Daniel Levin, Satoshi Takeishi (Sounds), Craig Taborn, Gerald Cleaver (Crown Trunk Root Funk) und Nasheet Waits (Unknown Skies). Browns Trioalbum Walkabout entstand mit dem Bassisten Brandon Lopez und dem Schlagzeuger Juan P. Carletti.

## Titelliste
- Rob Brown: Walkabout (Mahakala Music)

1. Microcosm 25:24
2. Zephyr 10:41
3. Neural Pathways 11:20
4. Tousled and Jostled 14:09

Die Kompositionen stammen von Rob Brown.

## Rezeption
Nach dem ersten Durchlauf von Walkabout würden einem [als Vorbilder] viele Namen einfallen: Eric Dolphy, Clifford Jordan (vor allem aus seiner Zeit bei Charles Mingus), sogar das gefühlvolle Tenorsaxophon von Eddie Harris, schrieb Fran Kursztejn in All About Jazz. Brown sei nie perfekt in seiner Imitation, und kaum habe man ihn fest im Griff, „scheint er sich selbst auf frischer Tat zu ertappen, wird unruhig und rutscht weg“. Auch Bassvirtuose Brandon Lopez und der aufregende Schlagzeuger Juan Pablo Carletti würden zunächst in ein bestimmtes Profil passen, aber das halte nicht lange an. Carletti rase zwischen Schlägeln, Sticks und Händen hin und her, ein abwechslungsreicher Krawall, der sich stets direkt vor der Nase zu bewegen scheint. Lopez beginne mit bogenlastigen Dröhnen im Eröffnungsstück, dann würde er sich im weiteren Verlauf des Albums allmählich auf ein fast animalisches Pizzicato reduzieren. „Microcosm“ sei ein ironischer, aber passender Name für den Mammut-Opener, da alle drei Interpreten in rasantem, fast schizophrenem Gleichklang die ganze Bandbreite ihres individuellen Repertoires durchgehen. In den folgenden drei Stücken werde diese wilde Show abgebremst, komplizierter und schwärender, „wie eine offene Wunde, die unter Franzbranntwein brennt“.
Es sei diese endlose stilistische Erweiterung zwischen den Interpreten, die Walkabout so herausragend mache, so Fran Kursztejn weiter. Kein Album der jüngeren Vergangenheit würde so oft zum Wiederhören einladen, geradezu, um der schwer fassbaren Qualität von Browns Spiel ein Stück näher zu kommen. Wenn keiner der Künstler unter Jazzkennern einen größeren Ruhm vorweisen kann, liege das daran, dass sie kein Interesse daran haben, ihren Sound, ihren Stil oder sich selbst zu definieren. Die Platte würde ein Hauch purer Freiheit umgeben – „die Freiheit, nicht nur die Aktionen der Kollegen zu interpretieren, sondern in jedem neuen Experiment etwas Ungesehenes, Ungehörtes zu beschreiben“.